# Kaisborstel
Kaisborstel est une commune allemande du Schleswig-Holstein, située dans l'arrondissement de Steinburg (Kreis Steinburg), à onze kilomètres au nord de la ville d'Itzehoe. Kaisborstel est l'une des 22 communes de l'Amt Schenefeld dont le siège est à Schenefeld.